# Kasteler FVgg 06
Kasteler FVgg 06 is een Duitse voetbalclub uit de Mainz-Kastel, sinds 1945 een stadsdeel van de Hessische hoofdstad Wiesbaden. 

## Geschiedenis
De club ontstond in 1907 na een fusie van drie clubs die in 1906 opgericht werden. Na meerdere fusies en afsplitsingen werden alle clubs verenigd in 1946 in deze club.
De club was aangesloten bij de Zuid-Duitse voetbalbond en speelde vanaf 1919 in de hoogste klasse van de Hessense competitie. Na een plaats in de middenmoot werd de club laatste in 1920/21. De club degradeerde echter niet door de invoering van de Rijnhessen-Saarcompetitie. Deze bestond eerst uit vier reeksen en werd over twee jaar teruggebracht naar één reeks. Kastel overleefde de eerste schifting, maar een vijfde plaats in 1922/23 volstond niet. Het duurde tot 1931 vooraleer de club terug promoveerde, naar de inmiddels heringevoerde Hessense competitie. De club werd derde op tien clubs. Het volgende jaar werd Kastel vijfde, maar door de invoering van de Gauliga in 1933 werd de competitie hervormd en enkel de top vier kwalificeerde zich, Kastel telde slechts één puntje minder van SV Wiesbaden 1899 en ging terug naar de tweede klasse. 
In 1934 fuseerde de club met Turngemeinshaft 1886 Kastel tot TuRa 1886 Kastel. Na een nieuwe fusie met TV 1848 Kastel in 1939 werd de naam TSG 1846 Kastel. Na de Tweede Wereldoorlog werden alle Duitse sportclubs ontbonden. De club werd heropgericht onder de oorspronkelijke naam Kasteler FVgg 06.
In 1962 en 1982 won de club de Hessenpokal, en bij de laatste winst mocht de club ook in de DFB-Pokal aantreden, maar werd meteen uitgeschakeld. In 1974 promoveerde de club naar de Oberliga Hessen, de derde klasse, maar degradeerde meteen. In 1979 volgde een nieuwe promotie en deze keer kon de club tot 1983 in de Oberliga spelen. Grote concurrent in die tijd was het naburige 1. FSV Mainz 05. 
In de zomer van 1984 ging de club failliet en er volgende meerdere degradaties. In 2007 promoveerde de club naar de Bezirksoberliga en in 2011 naar de Verbandsliga.